# Abadía primigenia
Abadía primigenia indica, en el lenguaje de la orden cisterciense, cada una de aquellas abadías que fueron fundadas y estuvieron afiliadas inicialmente a la primera abadía de la Orden, la Abadía de Císter.

## Lugares e historia
Las primeras cuatro abadías primigenia fueron la abadía de La Ferté (1113), la abadía de Pontigny (1114), la Abadía de Clairvaux (1115) y la Abadía de Morimond (1115).
Junto con la abadía de Císter, las abadías primigenias eran el punto de salida de las filiaciones de los cistercienses en toda Europa. A lo largo de los siglos XII y XIII, se fueron creando «abadías hijas» y «nietas», que hacían referencia a aquella de Císter y a las otras cuatro abadías primigenias o de origen.
Este concepto centralizador de la organización de la Orden antes de los Cistercienses no era común. Pero se habla de esto al igual que la primera Orden y del XII siglo como "edad bernardina". A finales de 1153, año de la muerte de Bernardo de Chiaravalle, había un total de 333 abadías cistercienses, a la mitad del XIII siglo eran ya 647, en el 1675 eran 742, que, ordenadas por filiación, 109 referían de Cîteaux, 16 a La Ferté, 43 a Pontigny, 356 a Clairvaux y 214 a Morimond.
A finales de la Edad Media la influencia de las abadías primigenias comenzó a debilitarse, ya que poco a poco iba acrecentándose un sentir nacional que obstaculizaba la filiación. Esta relación se mantenía de forma supranacional y no geográficamente, lo cual no conciliaba con la conciencia de una identidad nacional. Un ulterior factor de debilitamiento para las abadías primigenias fueron las relaciones con los príncipes seculares. La difusión de las comendaciones con el tiempo ha afectado incluso a las abadías primigenias. Los abades de las abadías primigenias nombraban como sucesores a sus vecinos. La estrecha conexión posterior de los abades de estas abadías con la política fue seguramente perjudicial para la vida monacal, aunque reportó alguna ventaja a las abadías. Los trapenses, que más tarde se escindirán de la Orden Cisterciense, se eressero a en contra este tipo de desarrollo.

«Árbol genealógico» de las abadías.